# Common Open Policy Service
Common Open Policy Service протокол, является частью набора интернет протоколов (TCP/IP) как определено в специальной комиссии интернет-разработок.
COPS описывает простую клиент/сервер модель для поддержания политики контроля через сигнальные протоколы QoS (такие как RSVP).
Политики хранятся на серверах, действуют в соответствии с Policy Decision Points (PDP) (Пункты принятия политических решений), и актуализируются у клиентов, также известных как Policy Enforcement Points (PEP) (Узел реализации политики). Есть два типа модели COPS: Аутсорсинговая Модель (The Outsourcing Model) и Провизионная Модель (the Provisioning Model), в зависимости от типа клиента или PEP.
Аутсорсинговая модель — это простейшая реализация COPS. В этой модели все политики хранятся на PDP. Когда же PEP требуется принять решение, он посылает всю связанную с ним информацию на PDP. PDP анализирует информацию, принимает решение и передаёт его на PEP. После PEP просто реализует его.
В Провизионной Модели PEP-отчёт являет собой образующий решение элемент.
После того, как отчёт получен, PDP скачивает нужные политики на PEP. В дальнейшем, PEP сможет создать свои решения, базируясь на этих политиках.
При провизионной модели используется Policy Information Base (База Информации Политик) как хранилище политик.
COPS-MAID Internet Draft вводит QoS-расширения в протокол для окружения c множественным доступом (Multi-Access environment).